# Seara (Santa Catarina)
Seara es un municipio brasileño del estado de Santa Catarina. Tiene una población estimada al 2022 de 18 620 habitantes. Pertenece a la Región metropolitana de Chapecó.
En Seara, en el distrito de Nova Teotônia, se encuentra el museo entomológico más grande de América Latina, el Museo Entomológico Fritz Plaumann. Fue en esta ciudad donde Seara Alimentos, hoy grupo JBS, inició sus actividades en 1956.

## Toponimia
Seara significa "Tierra de abundantes cereales".

## Historia
Fue colonizada por italianos y alemanes en 1924, especializándose en la agricultura. La localidad era llamada Nova Milano hasta 1944, cuando adoptó el nombre actual.